# دلاور علاء الدين
دلاور عبدالعزیز علاءالدين (مواليد 1960) هو الرئيس المؤسس لمؤسسة الشرق الأوسط للبحوث، وهو معهد لبحوث السياسات، ومقره أربيل، إقليم كوردستان العراق . وهو وزير سابق للتعليم العالي والبحث العلمي في حكومة إقليم كوردستان  (2009-2012) وأستاذ في الطب (الأمراض الجرثومیة) بجامعة نوتنغهام في المملكة المتحدة. ينصب تركيزه الحالي على أبحاث السياسات في مجالات الحكم الرشيد وسيادة القانون والأمن القومي وإصلاح الحكم وتعزيز حقوق الإنسان.

## الخلفية والوظيفة
ولد دلاور علاءالدين في قضاء كويە (كوي سنجق) قرب أربيل في كوردستان العراق. والده (عبدالعزيز ) كان معلما في المرحلة الابتدائية ومؤلفًا لعدة كتب باللغة الكوردية، منها "حياة محمد " و " تفسير القرآن ".
نشأ علاءالدين في مدينة أربيل وحولها ، ودرس الطب في بغداد. هاجر إلى [المملكة المتحدة] في عام 1984 حيث واصل تعليمه وتخصص في الأمراض المعدية وعلم الأحياء الدقيقة السريرية. درس الطب الاستوائي في كلية لندن للصحة وطب المناطق الحارة ، وتدرب للحصول على درجة الدكتوراه في علم الأحياء الدقيقة الجزيئي في مركز البحوث السريرية MRC ، هارو، لندن، المملكة المتحدة . حصل على زمالة أبحاث MRC قبل أن يتم تعيينه كأكاديمي سریري (إكلينيكي) في المستشفی التعلیمي لجامعة نوتنغهام في عام 1992 وترقی الی درجة أستاذ علم الأحياء الدقيقة السريرية في عام 2002. أسس مجموعة أبحاث المكورات السحائية في عام 1995، والتي توسعت بعد ذلك إلى مجموعة الجراثيم الجزيئية والمناعة في جامعة نوتنغهام في عام 1999. كان أيضًا المدير المؤسس لدورة الماجستير في علم الأحياء الدقيقة السريرية في جامعة نوتنغهام  وتم إعارته إلى وكالة حماية الصحة (أعيدت تسميتها فيما بعد بالصحة العامة في إنجلترا والآن وكالة الأمن الصحي في المملكة المتحدة ) كنائب لمدير مركز العدوى في كوليندال ، لندن. كان دلاور عضوًا في مجلس مكافحة العدوى والمناعة في MRC واللجنة الاستشارية المتخصصة للكلية الملكية لأخصائيي علم الأمراض لعدة سنوات. تم تعيينه مديرًا للبحوث بالكلية عام 2009.
في 28 أكتوبر 2009 ، أدى علاءالدين اليمين الدستورية كوزير للتعليم العالي والبحث العلمي في المجلس الوزراء السادس لحكومة إقليم كوردستان العراق. بعد تغيير مجلس الوزراء في 5 أبريل 2012، عاد إلى منصبه الجامعي في نوتنغهام. أسس لاحقًا في 2014 مؤسسة جديدة لبحوث السياسات (مؤسسة الشرق الأوسط للبحوث، MERI  ) في أربيل، إقليم كوردستان العراق.

## ناشط من أجل حقوق الإنسان
لطالما عمل علاءالدين كناشط مجتمع مدني من أجل حقوق الإنسان للشعب الكوردي. والعراقي وقام بحملات من أجل حظر عالمي للأسلحة الكيماوية والبيولوجية. كان والديه وإخوته من بين الناجين من الأسلحة الكيماوية المستخدمة في العراق.
كان ناشطًا في أواخر الثمانينيات وأوائل التسعينيات من القرن الماضي ، حيث كان يمارس الضغط داخل البرلمان البريطاني ووسائل الإعلام والحكومة. مع زملائه المقيمين في المملكة المتحدة، أسس مجموعة الدعم العلمي والطبي الكوردية البريطانية (KBSMSG) في عام 1988 ،  والتي أصبحت فيما بعد الجمعية العلمية والطبية الكوردية (KSMA) في عام 1989. تم انتخابه أمينًا مؤسسًا ثم رئيسًا لـ KSMA، قبل أن تتوسع المنظمة إلى الاتحاد الطبي والعلمي في كوردستان. كان أيضًا عضوًا نشطًا في المجموعة الأكاديمية البريطانية ، فرقة العمل المعنية بالأسلحة الكيميائية والبيولوجية بين عامي 1988-1996.
التقى علاءالدين بالسيدة / مارجريت تاتشر، رئيس الوزراء البريطاني الأسبق، والدكتور جورج كاري، رئيس أساقفة كانتربري، في أبريل 1991 وأقنعهما بالضغط على جون ميجور (رئيس الوزراء البريطاني آنذاك)  وجورج إتش دبليو بوش (رئيس الولايات المتحدة آنذاك) للمساعدة في إنهاء هجوم صدام حسين على الكورد. كان هذا في أعقاب حرب الخليج الثانية، عندما فر ما يقرب من مليوني كوردي إلى الحدود مع إيران وتركيا. ونتيجة لذلك ، تم إنشاء " منطقة حظر طيران وملاذ آمن" شمال خط العرض 36 شمالاً واستمر من أبريل 1991 حتى سقوط نظام صدام. سمح الملاذ الآمن للكورد في العراق بالعودة إلى ديارهم وانتخاب حكومة إقليم كوردستان وبرلمان كوردستان . نشر علاءالدين كتاباً عن جهودە من أجل أمة بلا دولة. وحقق في استخدام الأسلحة الكيماوية في كوردستان،  وتسميم اللاجئين الكورد في تركيا (نُشر في لانسيت ، 1990 3 فبراير ؛ 335 ، ص. 287-8).

## وزير التعليم العالي والبحث العلمي
شارك علاءالدين منذ فترة طويلة في بناء القدرات للجامعات العراقية وكوردستان وإقامة روابط أكاديمية مع الجامعات البريطانية. في 28 أكتوبر 2009 ، انضم إلى حكومة الدكتور برهم صالح في حكومة إقليم كوردستان كوزير للتعليم العالي والبحث العلمي.
بدأ عملية إصلاح رئيسية في نظام التعليم العالي، بهدف رفع المعايير ومساعدة الجامعات في الحصول على الاستقلال التام. قاد برنامجًا للمنح الدراسية كبير وشفاف للغاية لإرسال آلاف الطلاب إلى الخارج لدراسات الماجستير والدكتوراه. تقريره عن السنة الأولى (خارطة طريق إلى الجودة) في 2010  وتقرير السنة الثانية (الطريق إلى الجودة) في 2011 يحددان عملية الإصلاح، بما في ذلك المقدمة الأولى لضمان جودة التدريس في الجامعات، والتطوير الأكاديمي المستمر للأساتذة، وبرامج الدكتوراه في المواقع المنفصلة، وإعادة هيكلة إدارة الجامعة استعدادًا للاستقلالها، وإدخال نظام إلكتروني لتطبيقات الطلاب، وتحويل المعاهد الفنية إلى جامعات بوليتكنيك وتحديث التدريب السريري بعد التخرج (المتخصص). وقدم عملية تعيين الموظفين على أساس الجدارة عن طريق المنافسة المفتوحة، واتخذ تدابير لضمان تكافؤ الفرص والمساواة بين الجنسين في نظام التعليم العالي. قدم مسودتين تشريعيين لإصلاحات في التعليم العالي والتدريب السريري بعد التخرج. واجه علاء الدين مقاومة شرسة من المناهضين للإصلاحيين ومجموعات المصالح، لا سيما عندما أغلق خمس كليات خاصة لطب الأسنان والصيدلة في عام 2010 وأربع جامعات خاصة مرخصة سابقًا في عام 2011.

## مؤسسة الشرق الأوسط للبحوث
علاءالدين هو الرئيس المؤسس  لمؤسسة الشرق الأوسط للبحوث (MERI)، وهي مؤسسة فكرية مستقلة ممولة بالمنح وغير ربحية تركز على قضايا السياسات وإصلاح الحكم في العراق وإقليم كوردستان. دخلت MERI حيز التشغيل في 18 مايو 2014 واحتلت المرتبة الأولى في العراق والمرتبة 25 في الشرق الأوسط وشمال إفريقيا (من بين 507 مؤسسة، أعلى 5٪) وفقًا لتقرير Global Go To Think Tank Index  الصادر عن Think برنامج المراكز الفكریة ومنظمات المجتمع المدني في معهد لودر بجامعة بنسلفانيا.
نشر علاء الدين وزملاؤه العديد من المنشورات السياسية والتقارير حول اللاجئين، والأشخاص المهجرين داخليًا، وديناميات الأمن في الشرق الأوسط، وسياسات الاتحاد الأوروبي في المنطقة، وعراق ما بعد داعش، وحل النزاعات (مثل مستقبل كركوك ومستقبل سنجار)، منع التطرف العنيف، وتعزيز حقوق الإنسان (حماية حقوق الأقليات)، ومنع العنف ضد المرأة وبناء الدولة والإصلاح المؤسسي للنظام القضائي، والنيابة العامة، ووزارة الداخلية، ووزارة البيشمركة.

## البحث علمي
من عام 1988 إلى عام 2014، عمل علاءالدين على التسبب في الأمراض، وعلم الأوبئة الجزيئية، وتطوير اللقاح للعديد من مسببات الأمراض البكتيرية، وخاصة النيسرية السحائية (التي تسبب التهاب السحايا والإنتان) والعطيفة الصائمية (السبب الأكثر شيوعًا للتسمم الغذائي ). اكتشف هو ومجموعته البحثية عددًا من عوامل الضراوة البكتيرية وحددوا مستقبلات الهدف البشري. تم التحقيق في عوامل الفوعة هذه لإمكانات لقاحها. لقد درسوا أيضًا الاستجابة الجينية البشرية للبكتيريا بالإضافة إلى الجينات السكانية وتطور الجينوم من Neisseria meningitidis و Staphylococcus aureus و Pseudomonas aeruginosa.
نشر علاءالدين على نطاق واسع في المجلات العلمية الدولية وشارك في تأليف ثلاثة كتب في علم الأحياء الدقيقة، المكورات العنقودية الذهبية: الجوانب الجزيئية والسريرية؛ الجوانب الجزيئية والسريرية لتطوير لقاح جرثومي؛ وعلم الأحياء الدقيقة الطبية. كما أنه حاصل على العديد من براءات الاختراع للعوامل المضادة لبكتيريا العطيفة  ولقاح المكورات السحائية.
كان رئيسًا أو عضوًا في عدد من الجمعيات واللجان العلمية الوطنية في المملكة المتحدة، منها:
- هيئة تحرير ثلاث مجلات دولية في علم الأحياء الدقيقة / العدوى: مجلة علم الأحياء الدقيقة الطبية، [16] مجلة العدوى، [17] بي إم سي ميكروبيولوجي.[18]
- مدير الأبحاث، الكلية الملكية لعم الأمراض [19] (2009-10)
- رئيس اللجنة الفرعية لبحوث العدوى RCP / RCPath (2007-9).
- رئيس ، مجموعة علم الأحياء الدقيقة السريرية لجمعية علم الأحياء الدقيقة العامة [20] (2005-2009)
- رئيس اللجنة العلمية لاتحاد جمعيات العدوى (2007).
- مجلس الامتحانات بالكلية الملكية لأخصائيي علم الأمراض (2005-10)
- مجلس العدوى والمناعة التابع لمجلس البحوث الطبية [21] (2007-2010)
- اللجنة الاستشارية التخصصية للكلية الملكية لأخصائيي علم الأمراض (RCPath) [19] (2006-10)
- منتدى المكورات السحائية [22] التابع لوكالة حماية الصحة (1998-2010).

## كاتب بالكوردية
بصفته كاتبًا باللغة الكورديًة، نشر علاءالدين العديد من المقالات في الصحف الرئیسیة،  حول تأثير السياسة العالمية على كوردستان والقضايا الاستراتيجية المتعلقة بحقوق الإنسان الكوردية. نشر العديد من الكتب في السياسة والحكم بما في ذلك: "النشاط من أجل أمة عديمة الدولة" (2007)؛ "بناء الوطن ونظام الحكم الذاتي في إقليم كوردستان" (2013) ؛ و "بناء الدولة: خارطة طريق لسيادة القانون والمأسسة في إقليم كوردستان" (2018). يعلق بانتظام على القنوات الإخبارية المحلية والإقليمية والدولية ، ويقدم رؤيته وتحليلاته حول القضايا الكوردية والعراقية والشرق أوسطية الحالية. أخيرًا ، لدى علاء الدين اهتمام خاص بعلم الأنساب وقد نشر كتابًا عن شجرة عائلته وتاريخ أسلافه: تراث عزيز ونسرين، تاريخ عائلة الأحمدي ملازادة (لندن ، 2021).
1. 1 2 3  Home | Ministry of Higher Education and Scientific Research نسخة محفوظة 2023-06-07 على موقع واي باك مشين.
2. 1 2  Molecular Bacteriology and Immunology Group نسخة محفوظة 2022-08-09 على موقع واي باك مشين.
3. ↑  "Dlawer Ala'Aldeen". The Lancet. 27 فبراير 2004. DOI:10.1016/S0140-6736(04)15656-0.
4. ↑  Course List – School of Molecular Medical Sciences – The University of Nottingham نسخة محفوظة 2019-02-09 على موقع واي باك مشين.
5. ↑  "MERI - Middle East Research Institute". www.meri-k.org. مؤرشف من الأصل في 2023-06-09. اطلع عليه بتاريخ 2019-10-23.
6. ↑  "Communicating the war on terror". King's College London. 5 يونيو 2003. مؤرشف من الأصل في 2010-02-05. اطلع عليه بتاريخ 2009-09-05.
7. ↑  "KUMA -(:)- Kurdish Medical Association in UK". www.kuma.org.uk. مؤرشف من الأصل في 2007-12-16. اطلع عليه بتاريخ 2022-01-15.
8. ↑  Thatcher urges 'mercy mission' to fleeing Kurds; The Guardian 4/4/1991 نسخة محفوظة 2017-01-08 على موقع واي باك مشين.
9. ↑  Lobbying for a stateless nation
 پڕۆفيسۆر دلاوه‌ر عه‌بدولعه‌زيز عه‌لائه‌ددين: لۆبی كردن بۆ نه‌ته‌وه‌يه‌كی بێ ده‌وڵه‌ت
10. ↑  Death Clouds: Saddam Hussein’s Chemical War Against the Kurds نسخة محفوظة 2023-06-10 على موقع واي باك مشين.
11. ↑  "A Roadmap to Quality: MHE report | Ministry of Higher Education". مؤرشف من الأصل في 2011-01-02. اطلع عليه بتاريخ 2012-05-06.
12. ↑  "Dlawer Ala'Aldeen | MERI". www.meri-k.org. مؤرشف من الأصل في 2023-02-03. اطلع عليه بتاريخ 2019-10-23.
13. ↑  McGann، James (1 يناير 2019). "2018 Global Go To Think Tank Index Report". TTCSP Global Go to Think Tank Index Reports. مؤرشف من الأصل في 2023-05-26.
14. ↑  "Akeso Biomedical Patents". مؤرشف من الأصل في 2022-08-10.
15. ↑  Patent US6861507 - Screening of neisserial vaccine candidates and vaccines against pathogenic ... - Google Patents نسخة محفوظة 2015-09-24 على موقع واي باك مشين.
16. ↑  Journal of Medical Microbiology – Home نسخة محفوظة 2023-06-07 على موقع واي باك مشين.
17. ↑  "Journal of Infection". مؤرشف من الأصل في 2007-10-16. اطلع عليه بتاريخ 2007-09-26.
18. ↑  Central | BMC Microbiology نسخة محفوظة 2016-03-03 على موقع واي باك مشين.
19. 1 2  The Royal College of Pathologists | Home نسخة محفوظة 2023-03-07 على موقع واي باك مشين.
20. ↑  SGM : About SGM : Groups نسخة محفوظة July 15, 2007, على موقع واي باك مشين.
21. ↑  Medical Research Council – Membership نسخة محفوظة December 27, 2007, على موقع واي باك مشين.
22. ↑  Health Protection Agency نسخة محفوظة 29 January 2007 على موقع واي باك مشين.
23. ↑  Hawlati Newspaper نسخة محفوظة 2017-11-14 على موقع واي باك مشين.
24. ↑  Ala'Aldeen's published articles نسخة محفوظة 2023-01-26 على موقع واي باك مشين.
25. ↑  "Dlawer Ala'Aldeen". Open Democracy. مؤرشف من الأصل في 2009-08-30. اطلع عليه بتاريخ 2009-09-05.
26. ↑  "State-building: A Roadmap for the Rule of Law and Institutionalisation in the Kurdistan Region | MERI". www.meri-k.org. مؤرشف من الأصل في 2023-01-28. اطلع عليه بتاريخ 2019-10-23.

## روابط خارجية
- قائمة ببعض منشوراته نسخة محفوظة 17 December 2016 على موقع واي باك مشين.